# إرنست باور
إرنست باور (بالألمانية: Ernst Bauer)‏ هو رجل غواصة وجندي ألماني، ولد في 3 فبراير 1914 في فورت في ألمانيا، وتوفي في 12 مارس 1988 في Westerland, Germany ‏ في ألمانيا.